# Tâmega e Sousa
O Tâmega e Sousa é uma sub-região portuguesa situada no noroeste do país, pertencendo à região do Norte. Tem uma extensão total de 1.832 km2, 408.637 habitantes em 2021 e uma densidade populacional de 223 habitantes por km2.
Está composta por onze municípios e 177 freguesias, sendo a cidade de Penafiel a cidade administrativa e um dos principais núcleos urbanos da sub-região. Com 15.677 habitantes na sua área urbana e 69.629 habitantes em todo o município, é a segunda maior cidade, a seguir de Felgueiras com 17.695 habitantes, e o maior município do Tâmega e Sousa, sendo limitada a norte com o Ave, a leste com o Douro, a sul com Viseu Dão-Lafões e a oeste com a Área Metropolitana do Porto.

## Municípios e Cidades
A sub-região agrupa basicamente os municípios dos vales dos rios Sousa e Ferreira, do vale inferior do Tâmega e da sub-região de Ribadouro. Corresponde à união das antigas sub-regiões do Vale do Sousa e do Baixo Tâmega. 
Totaliza atualmente 11 municípios.

#### Municípios
- Amarante
- Baião
- Castelo de Paiva
- Celorico de Basto
- Cinfães
- Felgueiras
- Lousada
- Marco de Canaveses
- Paços de Ferreira
- Penafiel
- Resende

Totaliza atualmente 6 cidades.

#### Cidades
- Amarante
- Felgueiras
- Freamunde
- Marco de Canaveses
- Paços de Ferreira
- Penafiel

## Evolução
Aquando da constituição das Comunidades Intermunicipais, em 2009, os municípios de Cabeceiras de Basto e de Mondim de Basto passaram a integrar a sub-região do Ave enquanto Ribeira de Pena passou a integrar a sub-região do Alto Tâmega.
A CIM foi sujeita a uma reordenação de território, em 2013, uma vez que o município de Paredes deixou a Comunidade Intermunicipal do Tâmega e Sousa para integrar a Área Metropolitana do Porto.

## População

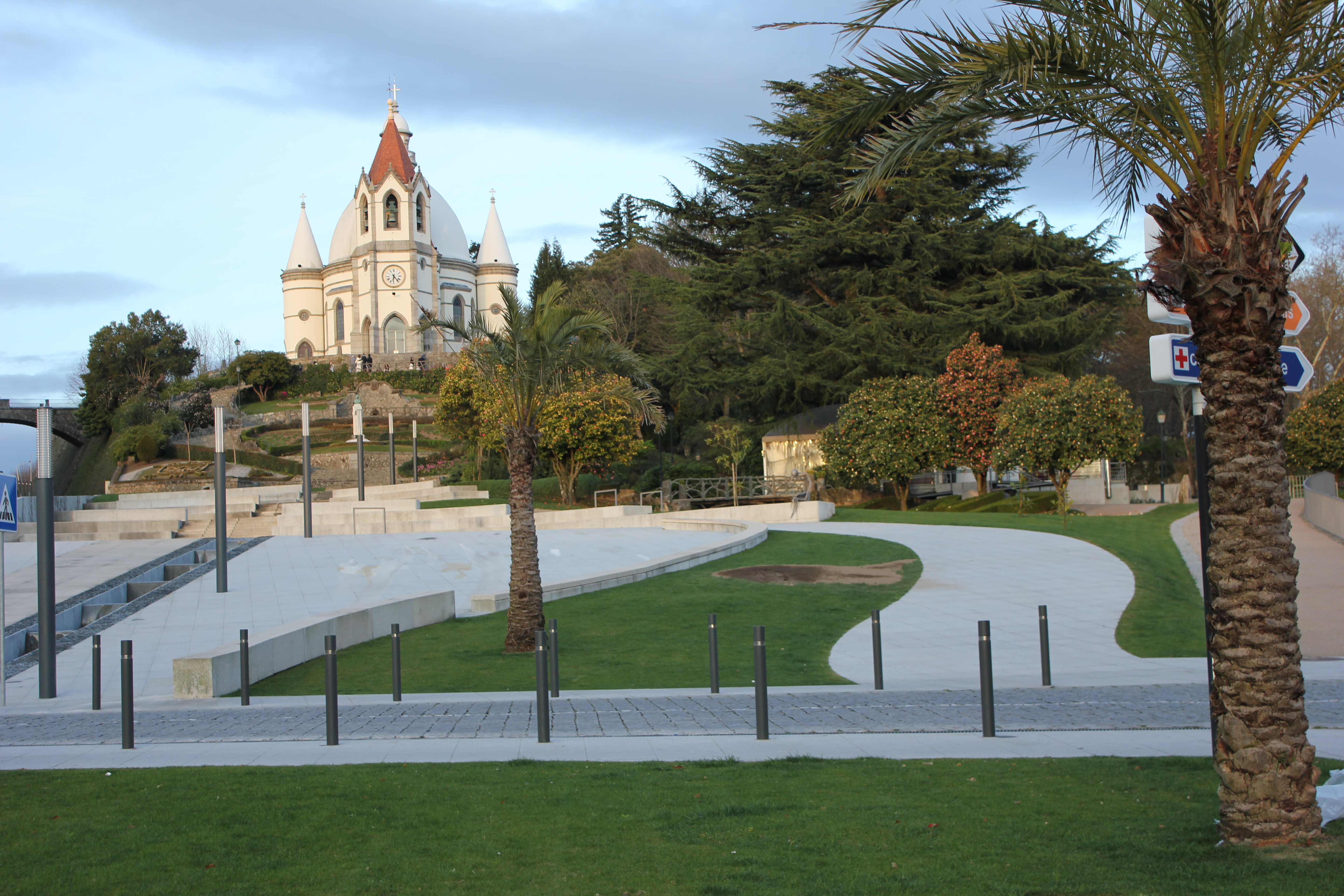
O Santuário do Sameiro, símbolo da cidade de Penafiel

### Habitantes
Dado aos dados dos Censos 2021, o Tâmega e Sousa registou 408.675 habitantes, menos 24.278 habitantes comparado com os Censos de 2011. Todos os onze municípios registaram um decréscimo de habitantes. A diminuição de habitantes do Tâmega e Sousa foi na ordem dos 5,6%.
| Municípios         | Área (km²) | Habitantes (2021) | Habitantes (2011) | Variação |
| ------------------ | ---------- | ----------------- | ----------------- | -------- |
| Penafiel           | 212,2      | 69 629            | 72 265            | -3,6%    |
| Felgueiras         | 115,7      | 55 848            | 58 065            | -3,8%    |
| Paços de Ferreira  | 71         | 55 595            | 56 340            | -1,3%    |
| Amarante           | 301,3      | 52 116            | 56 264            | -7,4%    |
| Marco de Canaveses | 201,9      | 49 541            | 53 450            | -7,3%    |
| Lousada            | 96,1       | 47 364            | 47 387            | -0,0%    |
| Cinfães            | 239,3      | 17 730            | 20 427            | -13,2%   |
| Celorico de Basto  | 181,1      | 17 643            | 20 098            | -12,2%   |
| Baião              | 174,5      | 17 534            | 20 522            | -14,6%   |
| Castelo de Paiva   | 115        | 15 586            | 16 733            | -6,9%    |
| Resende            | 123,3      | 10 051            | 11 364            | -11,6%   |
| Total              | 1831,4     | 408 637           | 432 915           | -5,6%    |

### Jovens
A percentagem residentes de jovens no Tâmega e Sousa situa-se nos 12,8%, acima da média da região Norte com 12,3% e abaixo da média nacional de 12,9%. Lousada, Penafiel, Paços de Ferreira e Marco de Canaveses são os municípios com a percentagem de jovens acima da média do Tâmega e Sousa, com 13,9%, 13,4%, 13,4% e 13,0% respetivamente.

### Idosos
Os Censos de 2021 mostram, que 19,1% dos residentes do Tâmega e Sousa são idosos, abaixo da média regional do Norte com 22,6% e da média nacional com 23,4%. Resende e Cinfães são de forma destacada os municípios que registaram uma percentagem de idosos mais alta da média do Tâmega e Sousa, com 25,4%. Do lado oposto, Lousada é o que apresenta uma menor percentagem de idosos, de 15,4%.

### Estrangeiros
Em 2022, os dados apontam que 1,1% da população residente no Tâmega e Sousa são estrangeiros, abaixo da média regional do Norte com 3,3% e abaixo da média nacional com 7,5%.

## Associativismo empresarial em prol do desenvolvimento do Tâmega e Sousa
A Região do Tâmega e Sousa está a ser objeto de um esforço coletivo no sentido de construir uma nova realidade económica, competitiva e aberta ao mundo, sustentada no seu modelo de desenvolvimento em conhecimento e inovação, capital humano altamente qualificado e forte espírito empreendedor.
Este esforço coletivo é levado a cabo por diversas instituições locais e regionais, nomeadamente o tecido empresarial, as comunidades locais, tais como municípios e Associações Empresariais (AE’s), os centros de conhecimento, as entidades da economia social e as entidades públicas. Acredita-se que a atuação em rede contribuirá para a criação de um ambiente favorável ao desenvolvimento económico da região, traduzido numa igualdade de oportunidades e apoios aos empresários bem como, na criação de emprego.
Neste contexto, as Associações Empresariais do Tâmega e Sousa constituíram uma estrutura representativa, o Conselho Empresarial do Tâmega e Sousa (CETS), que visasse contribuir mais eficazmente para os novos processos de desenvolvimento regional bem como, para a promoção do tecido empresarial da Região NUT III Tâmega. A concretização deste objetivo só foi possível porque as respetivas estruturas associativas empresariais estiverem unidas numa só visão, linguagem e calendário de trabalhos, ou seja, os seus esforços estiveram dirigidos para propósitos perfeitamente definidos assentes na visão estratégica de desenvolvimento do território.
Esta necessidade de constituir o CETS surgiu porque os recursos humanos das Associações Empresariais desta Região, nomeadamente equipa dirigente e pessoal técnico de apoio, não possuíam uma estrutura de qualificações e competências ajustada ao novo modelo de intervenção. Em traços gerais os principais elementos identificáveis nestas Associações que levaram à constituição desta entidade foram:
- A maioria dos dirigentes (Direção) das AE’s da NUT III Tâmega e Sousa possui entre o 12º ano de escolaridade e o grau de licenciatura. Este resultado revela uma grande evolução ao nível do perfil e da formação dos dirigentes associativos que muito terá contribuído para a constituição e implementação do CETS, mas também, mostra que estão mais capazes de levar a cabo a estratégia de desenvolvimento delineada para a Região do Tâmega e Sousa;

- Relativamente ao quadro técnico de apoio, a maioria do pessoal administrativo e financeiro possui como habilitações literárias o ensino secundário (12ºano) e o ensino superior – licenciatura. Isto revela que, para esta categoria profissional, as AE’s da região do Tâmega e Sousa possuem pessoal qualificado e com competências para satisfazer as necessidades dos seus associados;

- Os colaboradores que desempenham funções de apoio jurídico detêm o grau de licenciatura e só algumas AE´s é que possuem pessoal especializado nesta área, nomeadamente as AE’s de Resende, Felgueiras, Paços de Ferreira, Penafiel e Fafe, Cabeceiras de Basto, Celorico de Basto. Este resultado mostra que, individualmente, as AE’s não possuem recursos humanos suficientes para assegurar o apoio jurídico necessário aos seus associados e por isso, a necessidade de cooperação e partilha de recursos entre as Associações é iminente;

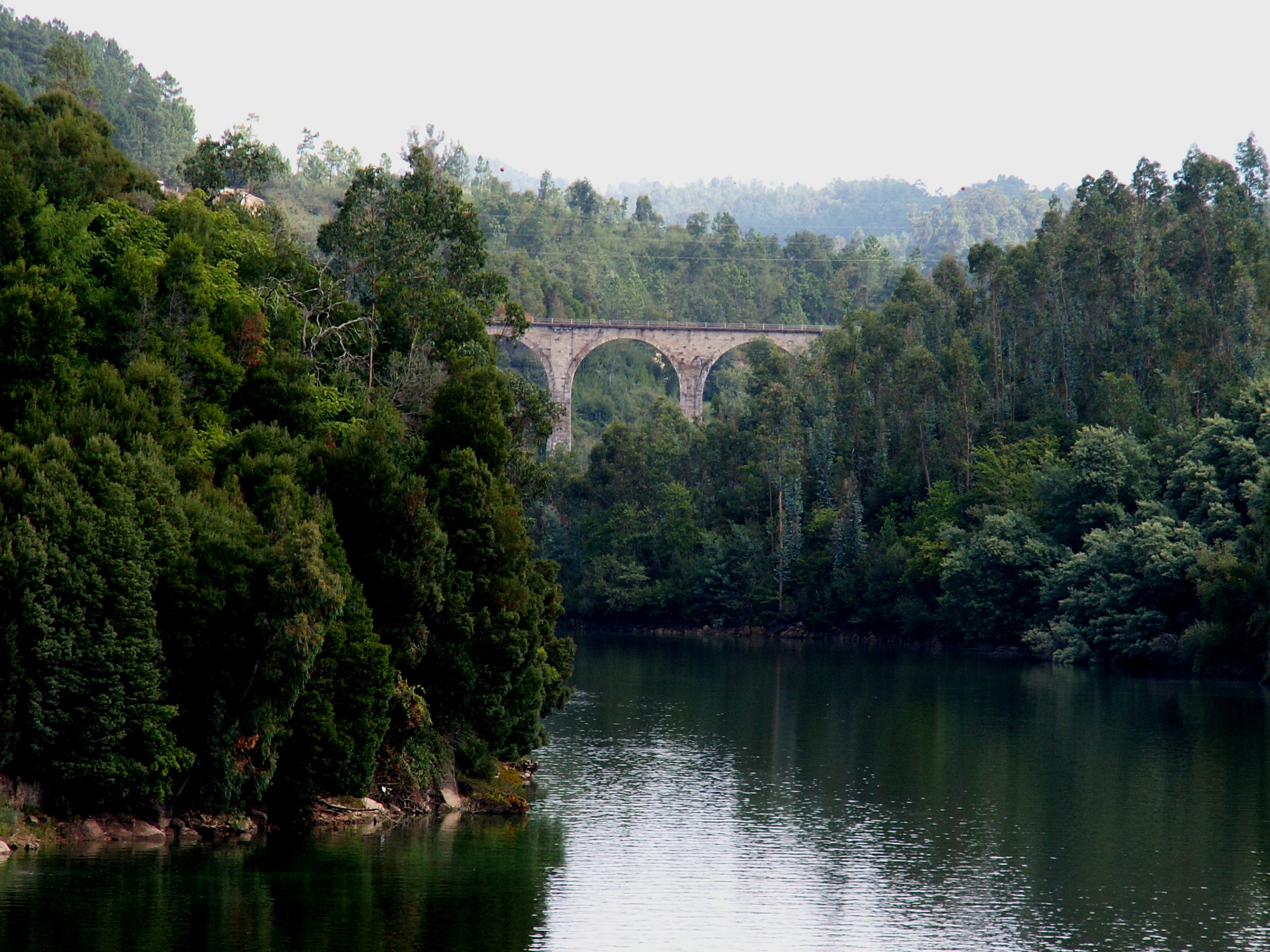
Floresta característica da região, no Marco de Canaveses

- Floresta característica da região, no Marco de CanavesesNo que respeita ao pessoal técnico de apoio à internacionalização, poucas AE’s possuem colaboradores nesta área e as que possuem (AE de Fafe, Cabeceiras de Basto, Celorico de Basto e AE de Paços de Ferreira) apenas contam com a colaboração de duas pessoas licenciadas. Este parece ser o maior problema que reside nas AE’s da Região do Tâmega e Sousa. Num mundo cada vez mais globalizado, a internacionalização das empresas, sobretudo das PME’s surge como uma necessidade eminente de sobrevivência, como uma alavanca para obter vantagens competitivas que lhes permitam superar as suas limitações em termos de recursos, melhorar o seu posicionamento no mercado e fazer face à concorrência. É fundamental que existam instituições locais com recursos humanos especializados nesta área, que as apoiem na materialização dos seus objetivos e satisfação das suas necessidades. No caso em estudo, as AE’s não possuem recursos humanos suficientes que permitam responder a esta nova realidade empresarial e por isso, não contribuem para o desenvolvimento dos seus associados e por conseguinte, para o crescimento da Economia Portuguesa;

- O mesmo acontece com o quadro técnico de apoio a Feiras e Eventos. No conjunto das AE’s da Região do Tâmega e Sousa apenas trabalham nesta área 6 colaboradores, destacando-se a AE de Amarante com 3 colaboradores que possuem o ensino superior e grau de licenciatura, a AE de Paços de Ferreira com 2 colaboradores, um com o 12º ano e outro com licenciatura, e a AE de Penafiel apenas com 1 colaborador com o grau de licenciatura. A organização e a promoção de feiras e outros eventos profissionais constituem uma das ferramentas de marketing mais importantes na promoção dos produtos/serviços das empresas participantes, na angariação de novos clientes, na recolha de informação sobre concorrentes, clientes, tendências de mercado e novos produtos bem como, na criação ou fortalecimento da imagem. No limite, as feiras podem representar uma plataforma para a internacionalização das empresas. O apoio das AE’s quer, na promoção deste tipo de iniciativas, quer no apoio logístico, potencia a participação dos seus associados e contribui para a dinamização da atividade económica. No caso das AE’s da NUT III Tâmega e Sousa é preciso utilizar eficientemente os recursos existentes, partilhando-os com as AE’s que não os possuem, de forma a contribuírem para a dinamização da atividade empresarial, para o crescimento económico da região e do país;

- Relativamente ao pessoal técnico ligado à formação profissional dos associados, a maioria possui o grau de licenciatura, havendo casos de AE’s que não possuem qualquer colaborador especializado nesta área. Mais uma vez é notória a fragilidade das AE’s da região do Tâmega e Sousa em termos de recursos humanos especializados pelo que emerge a necessidade de partilha de saberes, recursos e sinergias entre Associações para colmatar essas debilidades;

- Relativamente às ações de formação/valorização desenvolvidas nos últimos dois anos (2013 e 2014) para a equipa dirigente verifica-se que mais de metade das AE’s inquiridas não desenvolveu qualquer ação de formação/valorização. Apenas as AE’s de Felgueiras, Amarante, Paços de Ferreira e Penafiel desenvolveram ações de formação para os seus dirigentes, tendo sido a área de Gestão e Administração a mais desenvolvida. Isto revela uma aposta reduzida na formação/valorização dos seus dirigentes e que áreas como a inovação, modernização e internacionalização, estão pouco presentes no dia a dia das AE’s.

Claramente se percebe que as AE’s da Região do Tâmega e Sousa não têm capacidade de resposta, em termos de recursos humanos, para contribuir para o novo paradigma de intervenção regional, que assenta na diferenciação territorial, igualdade de oportunidades, dinamização de recursos e capacidades, e sobretudo, na criação de uma lógica de atuação em rede.
É notória a necessidade das AE’s integrarem uma rede de cooperação institucional, que as ajude a ultrapassar este problema. Por isso, o novo modelo de governação da nova estratégia para a NUT III Tâmega e Sousa, assente no modelo da Hélice Tripla, um modelo de desenvolvimento em conhecimento e inovação, que envolve a Comunidade Intermunicipal do Tâmega e Sousa, o Sistema Científico e Tecnológico e as AE’s da Região do Tâmega e Sousa representadas pelo Conselho Empresarial do Tâmega e Sousa, contribuirá para o fortalecimento da capacidade de ação no apoio ao tecido empresarial, resultado da partilha de recursos e sinergias e do acesso alargado a um conjunto de informações e conhecimentos e ainda, contribuirá para o desenvolvimento da Região e consequentemente, para a Economia Portuguesa.